# Falcons Milano
I Falcons Milano sono stati una squadra di football americano di Milano, di Liscate e di Brugherio. Sono stati fondati nel 1993 come Red Falcons Liscate; sono stati rinominati Falcons col trasferimento a Milano nel 1999; dopo una stagione giocata come Falcons Brugherio sono tornati a Milano, per poi chiudere nel 2009. Hanno partecipato al primo livello del campionato italiano di football americano nel 2000, 2001 e 2002.

## Dettaglio stagioni

### Tornei nazionali

#### Campionato

##### Golden League
| Stagione | regular season | regular season | regular season | regular season | regular season | regular season | playoff | playoff | playoff | playoff | playoff | playoff          | playoff            |
|          | Vin            | Par            | Per            | Tot            | PF             | PS             | Vin     | Per     | Tot     | PF      | PS      | risultato        | avversaria         |
| -------- | -------------- | -------------- | -------------- | -------------- | -------------- | -------------- | ------- | ------- | ------- | ------- | ------- | ---------------- | ------------------ |
| 2000     | 5              | 0              | 4              | 9              | 114            | 128            | 0       | 1       | 1       | 13      | 20      | Quarti di finale | Hogs Reggio Emilia |
| 2001     | 4              | 0              | 4              | 8              | 154            | 189            | 0       | 1       | 1       | 0       | 49      | Quarti di finale | Lions Bergamo      |
| 2002     | 7              | 0              | 0              | 7              | 220            | 93             | 2       | 1       | 3       | 111     | 95      | Ottavi di finale | Giants Bolzano     |
| Totale   | 16             | 0              | 8              | 24             | 488            | 410            | 2       | 3       | 5       | 124     | 164     |                  |                    |

Fonte: Enciclopedia del Football - A cura di Roberto Mezzetti

##### Serie A2/Serie B/Silver League/Winter League (secondo livello)/LENAF
| Stagione | regular season | regular season | regular season | regular season | regular season | regular season | playoff | playoff | playoff | playoff | playoff | playoff                 | playoff          |
|          | Vin            | Par            | Per            | Tot            | PF             | PS             | Vin     | Per     | Tot     | PF      | PS      | risultato               | avversaria       |
| -------- | -------------- | -------------- | -------------- | -------------- | -------------- | -------------- | ------- | ------- | ------- | ------- | ------- | ----------------------- | ---------------- |
| 1998     | 1              | 0              | 7              | 8              | 114            | 176            | -       | -       | -       | -       | -       | -                       | -                |
| 1999     | 6              | 0              | 2              | 8              | 198            | 130            | 1       | 1       | 2       | 74      | 66      | Semifinale              | Skorpions Varese |
| 2003     | 7              | 0              | 1              | 8              | 170            | 87             | 1       | 1       | 2       | 21      | 27      | Semifinale              | Seagulls Salerno |
| 2004     | 3              | 0              | 5              | 8              | 110            | 122            | -       | -       | -       | -       | -       | -                       | -                |
| 2005     | 4              | 0              | 3              | 7              | 122            | 60             | 0       | 1       | 1       | 14      | 31      | Quarti di finale        | Briganti Napoli  |
| 2006     | 5              | 0              | 2              | 7              | 153            | 71             | 1       | 1       | 2       | 32      | 25      | Trentaduesimi di finale | Skorpions Varese |
| 2007     | 0              | 0              | 6              | 6              | 29             | 189            | -       | -       | -       | -       | -       | -                       | -                |
| 2009     | 0              | 0              | 8              | 8              | 0              | 317            | -       | -       | -       | -       | -       | -                       | -                |
| Totale   | 26             | 0              | 34             | 60             | 896            | 1152           | 3       | 4       | 7       | 141     | 149     |                         |                  |

Fonte: Enciclopedia del Football - A cura di Roberto Mezzetti

##### Serie B/Winter League (terzo livello)
| Stagione | regular season | regular season | regular season | regular season | regular season | regular season | playoff | playoff | playoff | playoff | playoff | playoff          | playoff            |
|          | Vin            | Par            | Per            | Tot            | PF             | PS             | Vin     | Per     | Tot     | PF      | PS      | risultato        | avversaria         |
| -------- | -------------- | -------------- | -------------- | -------------- | -------------- | -------------- | ------- | ------- | ------- | ------- | ------- | ---------------- | ------------------ |
| 1993     | 5              | 0              | 1              | 6              | 210            | 110            | 1       | 1       | 2       | 39      | 44      | Semifinale       | Lumberjacks Fiuggi |
| 1994     | 5              | 0              | 2              | 7              | 232            | 115            | 0       | 1       | 1       | 24      | 45      | Quarti di finale | Skorpions Varese   |
| 1995     | 7              | 0              | 1              | 8              | 259            | 89             | 0       | 1       | 1       | 20      | 44      | Quarti di finale | Kings Gallarate    |
| 1996     | 6              | 0              | 2              | 8              | 310            | 136            | 1       | 1       | 2       | 48      | 30      | Semifinale       | Bengals Brescia    |
| 1997     | 2              | 0              | 6              | 8              | 160            | 222            | -       | -       | -       | -       | -       | -                | -                  |
| Totale   | 25             | 0              | 12             | 37             | 1171           | 672            | 2       | 4       | 6       | 131     | 163     |                  |                    |

Fonte: Enciclopedia del Football - A cura di Roberto Mezzetti

#### Altri tornei

##### Torneo Lions Brescia Vittoria Alata
| Stagione | regular season | regular season | regular season | regular season | regular season | regular season | playoff | playoff | playoff | playoff | playoff | playoff   | playoff    |
|          | Vin            | Par            | Per            | Tot            | PF             | PS             | Vin     | Per     | Tot     | PF      | PS      | risultato | avversaria |
| -------- | -------------- | -------------- | -------------- | -------------- | -------------- | -------------- | ------- | ------- | ------- | ------- | ------- | --------- | ---------- |
| 1995     | ?              | ?              | ?              | ?              | ?              | ?              | ?       | ?       | ?       | ?       | ?       | ?         | ?          |
| Totale   | ?              | ?              | ?              | ?              | ?              | ?              | ?       | ?       | ?       | ?       | ?       |           |            |

Fonte: Enciclopedia del Football - A cura di Roberto Mezzetti

### Riepilogo fasi finali disputate
| Anno | Luogo              | Evento               | Fase del torneo                          | Incontro                                 | Risultato |
| 1993 | ?                  | Eightbowl            | Semifinale                               | Lumberjacks Fiuggi - Red Falcons Liscate | 25 - 13   |
| 1994 | Vedano Olona       | Eightbowl            | Quarti di finale                         | Skorpions Varese - Red Falcons Liscate   | 45 - 24   |
| 1995 | ?                  | Snowbowl             | Quarti di finale                         | Red Falcons Liscate - Kings Gallarate    | 20 - 44   |
| 1996 | Roncadelle         | Snowbowl             | Semifinale                               | Bengals Brescia - Red Falcons Liscate    | 30 - 14   |
| 1999 | ?                  | Snowbowl             | Semifinale                               | Skorpions Varese - Falcons Milano        | 33 - 26   |
| 2000 | Reggio nell'Emilia | Superbowl            | Quarti di finale                         | Hogs Reggio Emilia - Falcons Milano      | 20 - 13   |
| 2001 | Osio Sotto         | Superbowl            | Quarti di finale                         | Lions Bergamo - Falcons Milano           | 49 - 0    |
| 2002 | Bolzano            | Superbowl            | Ottavi di finale                         | Giants Bolzano - Falcons Milano          | 54 - 41   |
| 2003 | Salerno            | Silverbowl           | Semifinale                               | Seagulls Salerno - Falcons Milano        | 21 - 7    |
| 2005 | Napoli             | Silverbowl           | Quarti di finale                         | Briganti Napoli - Falcons Milano         | 31 - 14   |
| 2006 | Tradate            | Superbowl/Silverbowl | Trentaduesimi di finale/Quarti di finale | Skorpions Varese - Falcons Milano        | 19 - 18   |